# Kagawa (prefectuur)
De prefectuur Kagawa (Japans: 香川県, Kagawa-ken) is een Japanse prefectuur in het noordoosten van Shikoku. Kagawa heeft een oppervlakte van 1861,51 km² en had op 1 april 2008 een bevolking van 1.001.872 inwoners. De hoofdstad is Takamatsu.

## Geschiedenis
Kagawa stond vroeger bekend als de provincie Sanuki.

## Geografie
De prefectuur Kagawa wordt in het westen begrensd door de prefectuur Ehime, in het zuiden door de prefectuur Tokushima. De rest van de prefectuur grenst aan de Japanse Binnenzee.
Kagawa is de kleinste prefectuur van Japan.
De administratieve onderverdeling is als volgt:

### Zelfstandige steden (市) shi
Er zijn 8 steden in de prefectuur Kagawa.
- Higashikagawa
- Kanonji
- Marugame
- Mitoyo
- Sakaide
- Sanuki
- Takamatsu (hoofdstad)
- Zentsuji

### Gemeenten (郡 gun)
De gemeenten van Kagawa, ingedeeld naar district:
| District | Gemeenten                  |
| -------- | -------------------------- |
| Ayauta   | Ayagawa - Utazu            |
| Kagawa   | Naoshima                   |
| Kita     | Miki                       |
| Nakatado | Kotohira - Manno - Tadotsu |
| Shozu    | Shodoshima - Tonosho       |

### Fusies
(Situatie op 21 maart 2006) 
Zie ook: Gemeentelijke herindeling in Japan
- Op 1 april 2002 fusioneerden vijf gemeenten in het westen van het District Okawa (Shido, Tsuda, Nagao, Sangawa en Okawa) tot de nieuwe stad Sanuki.

- Op 1 april 2003 werden de drie overblijvende gemeenten van het District Okawa (Hiketa, Shirotori en Ohchi) samengevoegd tot de nieuwe stad Higashikagawa.

- Op 22 maart 2005 werden de gemeenten Hanzan en Ayauta van het District Ayauta aangehecht bij de stad Marugame.

- Op 26 september 2005 werd de gemeente Shionoe van het District Kagawa aangehecht bij de stad Takamatsu.

- Op 11 oktober 2005 smolten de gemeenten Onohara en Toyohama van het District Mitoyo samen tot de nieuwe stad Kanonji.

- Op 1 januari 2006 fusioneerden alle gemeenten van het District Mitoyo (Mino, Nio, Saita, Takase, Takuma, Toyonaka en Yamamoto) tot de nieuwe stad Mitoyo. Het District Mitoyo verdween als gevolg van deze fusie.

- Op 10 januari 2006 werden de gemeenten Mure en Aji van het District Kita, de gemeenten Kagawa en Konan van het District Kagawa en de gemeente Kokubunji van het District Ayauta aangehecht bij de stad Takamatsu.

- Op 20 maart 2006 fusioneerden de gemeenten Kotonami, Chunan en Manno(allen van het District Nakatado) tot de nieuwe gemeente Manno.

- Op 21 maart 2006 smolten de gemeenten Uchinomi en Ikeda van het District Shozu samen tot de nieuwe gemeente Shodoshima.

- Op 21 maart 2006 werden de gemeenten Ayakami and Ryonan van het District Ayauta samengevoegd tot de nieuwe gemeente Ayagawa.

## Bezienswaardigheden
- Ritsurin-park
- Kasteel van Takamatsu
- Kotohira-schrijn

## Galerij

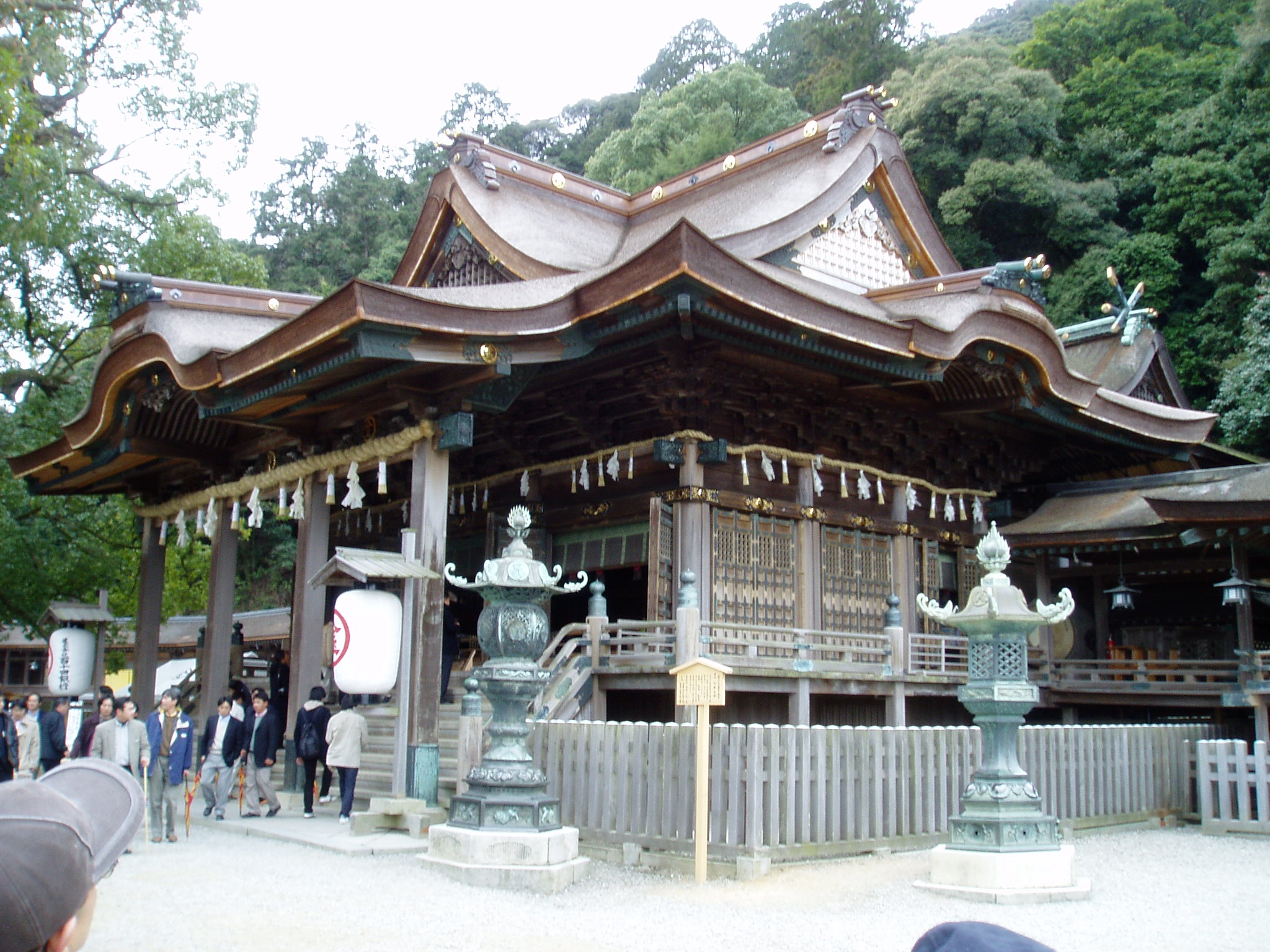
Het Kotohira-schrijn
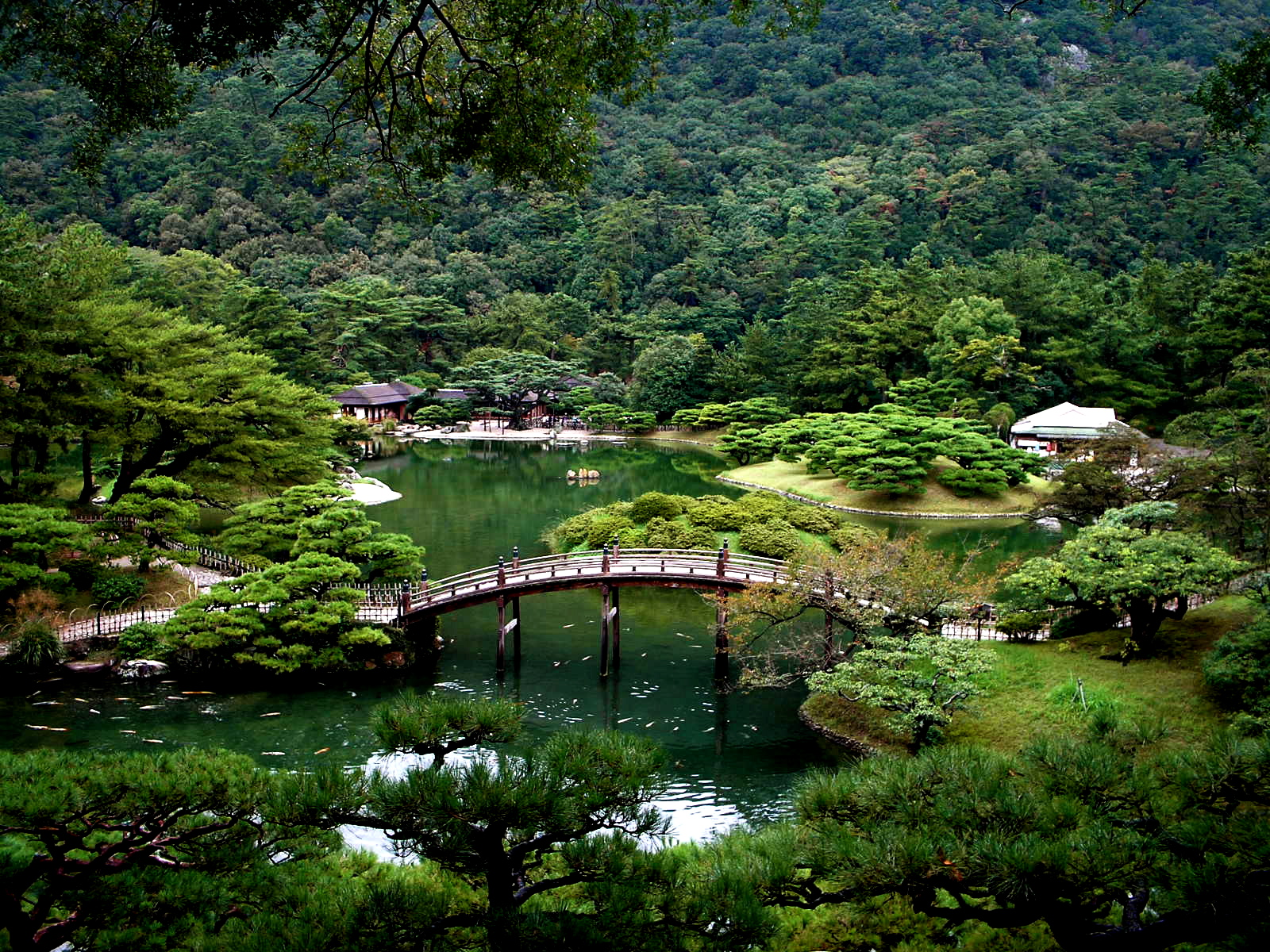
Ritsurin-park
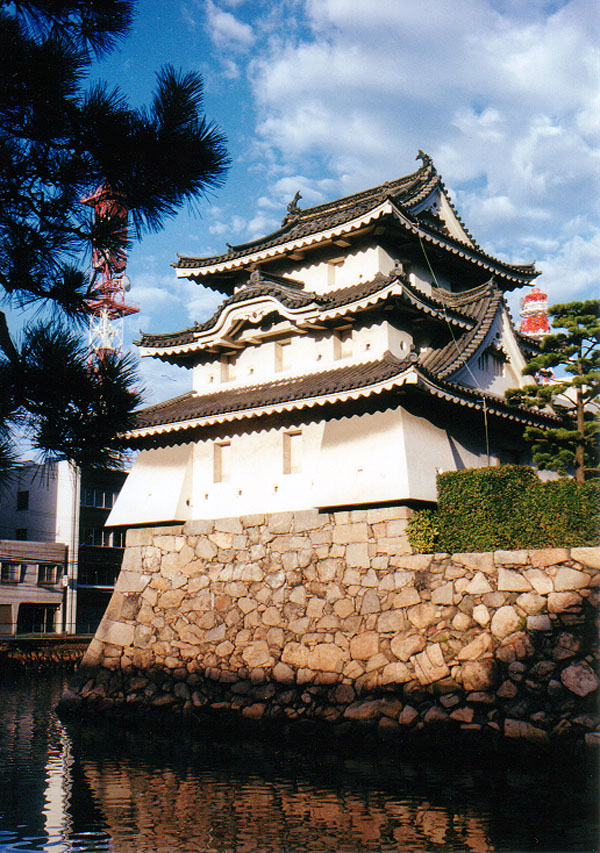
Het Kasteel van Takamatsu
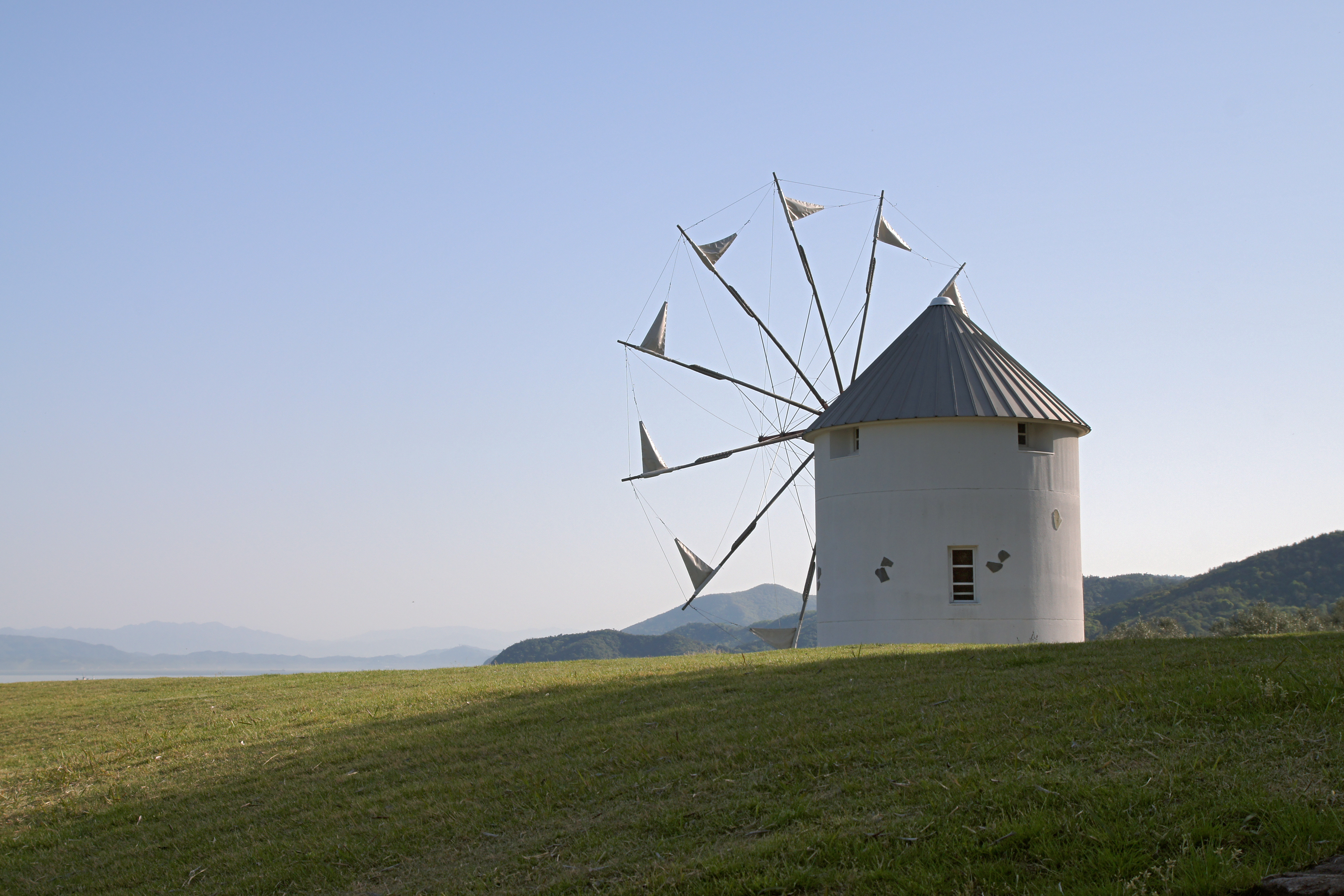
Witte Griekse windmolen in het Shodoshima Olijf park